# Stephanie Mawuli
Stephanie Mawuli, född 25 november 1998, är en japansk basketspelare. Hennes syster, Evelyn Mawuli, är också en olympisk basketspelare.
Mawuli deltog vid olympiska sommarspelen 2020 och var en del av Japans lag som blev utslagna i kvartsfinalen i tremannabasket.